# Michael Thonet
 (janvier 2023).
Si vous disposez d'ouvrages ou d'articles de référence ou si vous connaissez des sites web de qualité traitant du thème abordé ici, merci de compléter l'article en donnant les références utiles à sa vérifiabilité et en les liant à la section « Notes et références ».
Michael Thonet est un ébéniste et industriel germano-autrichien né le 2 juillet 1796 à Boppard en électorat de Trèves, et mort le 3 mars 1871 à Vienne.
Il utilise un procédé pour courber le bois, et est un des premiers à avoir rationalisé la production pour l'orienter vers l'industrie.

## Biographie
Michael Thonet crée en 1819 une petite entreprise de meubles. En parallèle, il expérimente des assemblages et des manières de courber le bois.
Il est repéré par le prince Clemens Metternich, chancelier d’Autriche, qui devient son admirateur et protecteur. Grâce à lui, il se rend en 1842 à Vienne, où il présente ses réalisations à l'empereur.

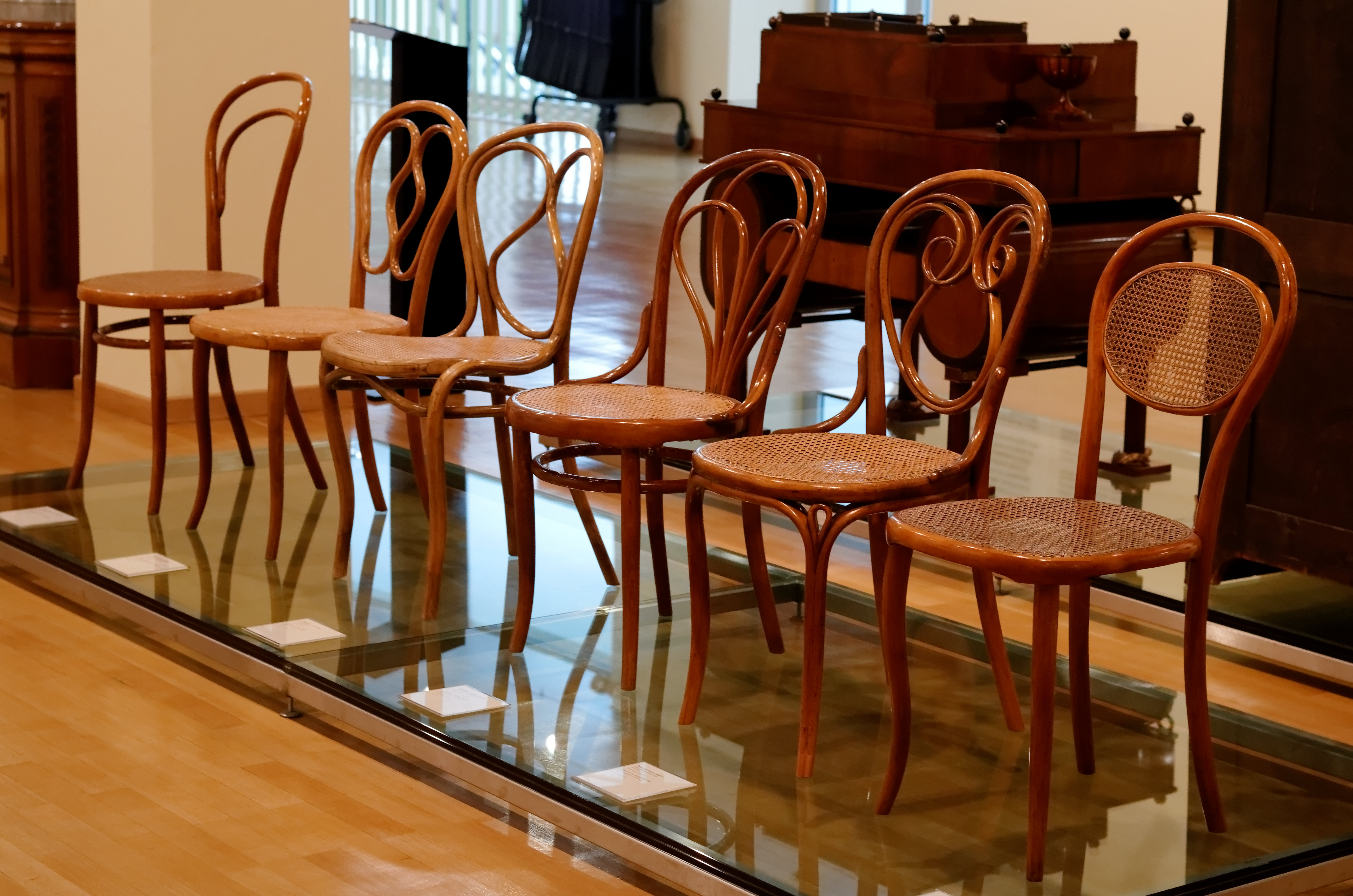
Chaises Thonet exposées au Wien museum Karlplatz.

Il commence alors à travailler pour un fabricant de meubles à bon marché, dont il retiendra les méthodes de production très peu chères.
Employé par Clemens List, le principal ébéniste viennois (100 ouvriers), celui-ci le recommande à l'architecte anglais du prince de Liechtenstein, et il se voit confier la réalisation du mobilier - chaises dites " volantes" et du parquet du palais Liechtenstein.

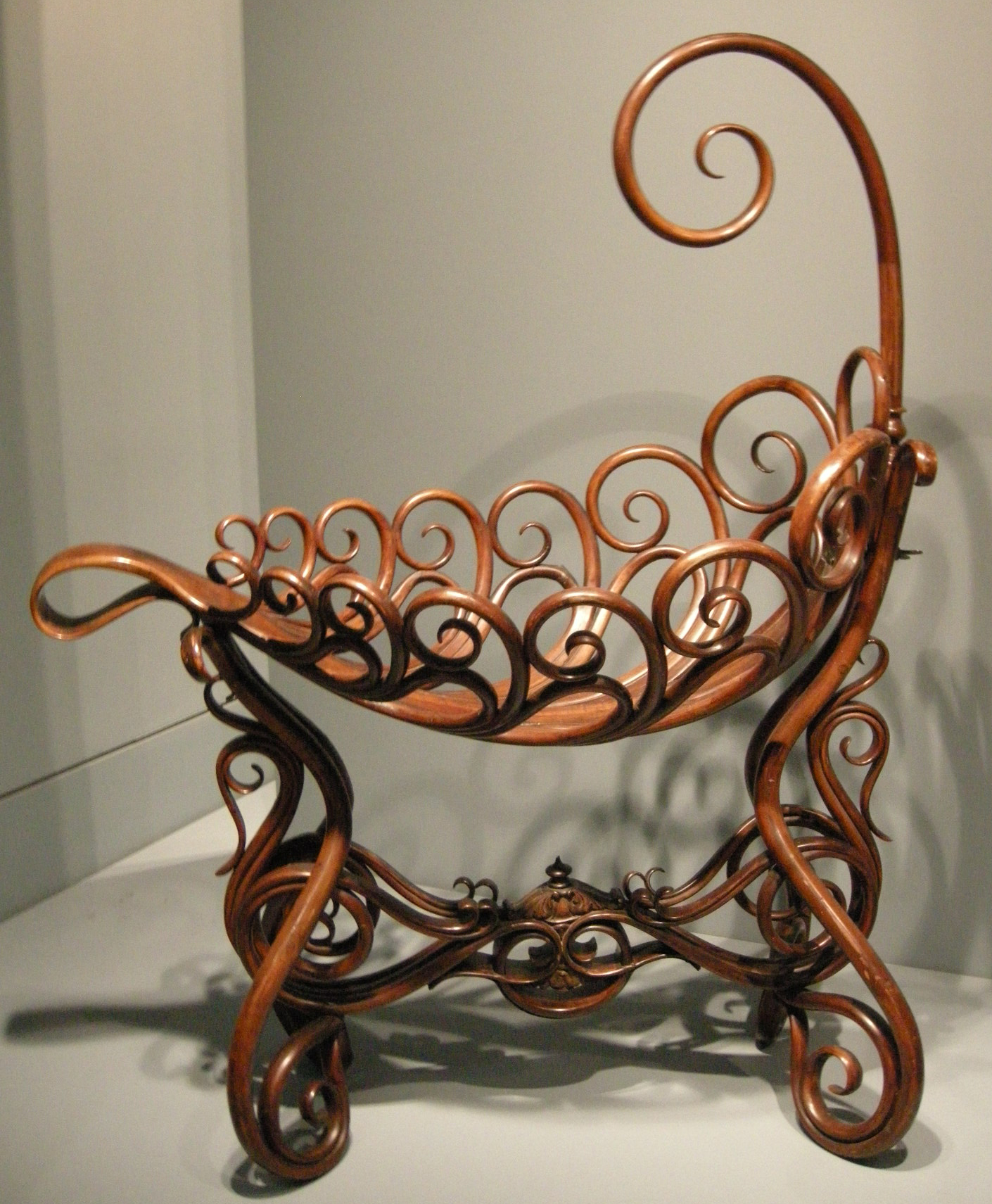
Berceau, c 1870.

En juillet 1851, Thonet présente une série de ses derniers meubles à l’exposition universelle de Londres, et il reçoit la médaille de Bronze, ce qui contribue à sa notoriété internationale. Devant l’affluence des commandes, il développe ses installations et achète sa première machine à vapeur. Une quarantaine d'employés travaillent dans l’entreprise quand il la transmet à ses cinq fils, dont un chimiste ; il continuera en réalité à la diriger jusqu’à sa mort.
Les expositions internationales développent encore les marchés, et Thonet augmente la production. Pour cela, il déplace en juillet 1856 l’usine à Koryčany, en Moravie, région très riche en forêts de hêtres de la Forêt Noire et lui permet d'employer une main-d’œuvre moins chère. L’usine emploie 300 ouvriers et produit 200 meubles par jour.
En 1859 il décide de créer une nouvelle entreprise, et y développe la chaise n° 14 qu'il crée pour répondre à la commande d'Anna Daum, directrice du café Daum, qui rêve de "chaises pratiques, élégantes et peu encombrantes". Les commandes s’enchaînent très vite, et Thonet décide de produire la  n°14 en série ; elle deviendra son premier modèle industriel et fera son succès, portant même son nom.

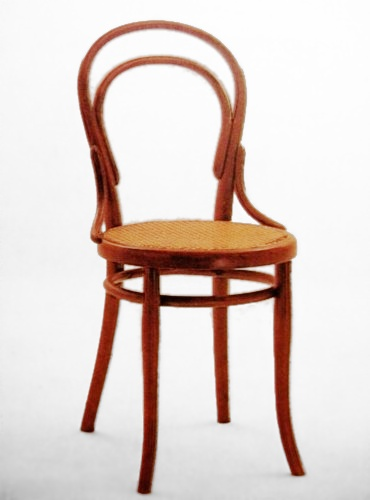
Chaise Thonet n° 14, 1859.

La création de la chaise n° 14 accroît encore la demande : il ouvre un deuxième site à Bystřice pod Hostýnem où il la fabrique en véritable série, conservant la qualité mais réduisant les coûts. La production se fait selon les principes de planification et rationalisation, et une forme de sous-traitance est même mise en place avec les paysans de la région.
L’augmentation de la production nécessite toujours plus de matières premières, et Thonet achète alors tout un domaine forestier à Nagy Ugrocz, en Hongrie, à proximité duquel il fait construire une troisième usine spécialisée dans la coupe et le cintrage du bois.
À sa mort en 1871, son entreprise compte six usines en Europe, qui alimentent un réseau commercial de 14 magasins de vente dans le monde, dont le 15, boulevard Poissonnière à Paris, qui deviendra le siège de Thonet Frères France. D'autres points de vente se trouvent dès cette époque à Chicago et à New York.
Durant les années 1920, sous l'impulsion de l'homme d'affaires Leopold Pilzer, Thonet fusionne avec Kuhn-Mundus, mais ce Konzern disparaît en 1937 du fait du nazisme et de l'exil de Pilzer. Après 1945, le siège de Gebrüder Thonet se trouve à Frankenberg en Allemagne. En 1976, la branche autrichienne devient indépendante sous le nom de Thonet Wien. En 2006, la société allemande devient Thonet Gmbh, comprenant près de 200 employés.

## Chaisen°14
La chaise n° 14 est un véritable best-seller et une « icône » du design mobilier industriel, avec des lignes simples et élégantes, qui aurait été vendue à plus de 50 millions d’exemplaires dans le monde de 1859 à 1930. Elle continue de s’imposer aujourd’hui comme la chaise bistrot de référence, qui se monte, se démonte, se transporte facilement, avec un prix très abordable – elle coûtait paraît-il au XIXe siècle moins cher qu'une bouteille de vin – mais coûte en 2011 environ 525 € pour une chaise neuve... On a fêté ses 150 ans en 2009.